# Joey Tempest
Joey Tempest (narozený jako Rolf Magnus Joakim Larsson 19. srpna 1963 v Upplands Väsby, Švédsko) je zpěvák a textař švédské skupiny Europe. Je, mimo jiné, autorem jejich největšího hitu The Final Countdown.
V roce 1979 založil s Johnem Norumem, Tony Renem a Peterem Olssonem skupinu Force, v roce 1982 přejmenovanou na Europe. Po jejím rozpadu se v roce 1993 vydal na sólovou dráhu. Po znovuobnovení skupiny v roce 2004 se stal opět jejím zpěvákem.
Žije v Londýně se svou manželkou Lisou Worthington a synem, který se jim narodil v říjnu 2007.

## Sólová alba
- A place to call Home (1995)
- Azalea Place (1997)
- Joey Tempest (2002)